# U. S. Long Distance Automobile Company

Long Distance von 1901 …

… beim London to Brighton Veteran Car Run

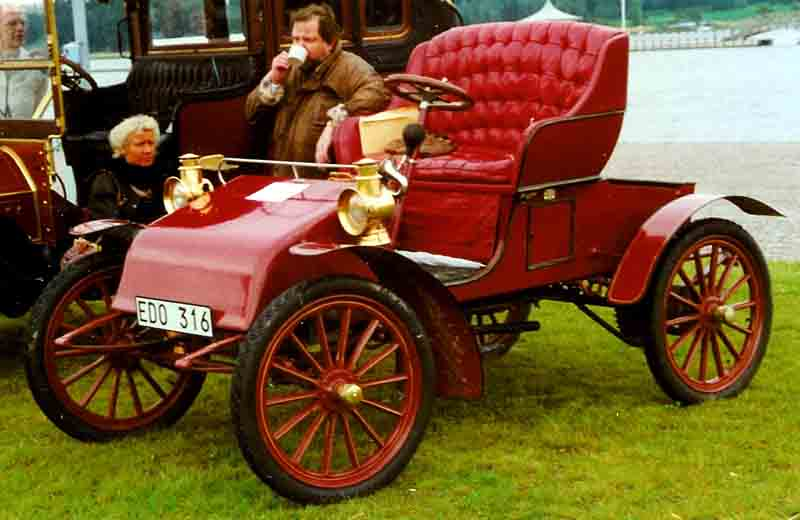
Long Distance Type A als Runabout von 1903

U. S. Long Distance Automobile Company war ein US-amerikanischer Hersteller von Automobilen und Motoren.

## Unternehmensgeschichte
John C. Fremont, D. J. Newland und Lewis Nixon gründeten Anfang 1900 das Unternehmen. Der Sitz war in Jersey City in New Jersey. Zunächst entstanden Bootsmotoren. Im April 1901 kam die Produktion von Automobilen dazu. Der Markenname lautete Long Distance. C. C. Riotte war der Konstrukteur. Im November 1901 beliefen sich die Pläne auf zehn bis zwölf Fahrzeuge pro Woche. 1903 endete die Fahrzeugproduktion.
Anfang 1904 führte eine Reorganisation zur Standard Motor Construction Company.

## Fahrzeuge
Während der drei Jahre standen fünf Modelle im Sortiment. Alle Motoren waren wassergekühlt. Die Motorleistung wurde über ein Planetengetriebe mit zwei oder drei Gängen und eine Kette an die Hinterachse übertragen. Über Modellpflegemaßnahmen ist wenig bekannt. So bekamen die Runabout-Modelle erst Ende 1902 ein Lenkrad anstelle des vorher verwendeten Lenkhebels.
Der Type A hatte einen Einzylindermotor mit 7 PS Leistung. Das Fahrgestell hatte 188 cm Radstand. Der Aufbau war ein Runabout.
Der Type B hatte einen Zweizylindermotor mit 10 PS. Der Radstand betrug 203 cm. Er war als Tonneau karosseriert.
Der Type C hatte einen etwas stärkeren Zweizylindermotor mit 12 PS, den gleichen Radstand und einen Aufbau als Runabout.
Der Type D war das Spitzenmodell. Sein Dreizylindermotor leistete 20 PS. Radstand und Aufbau entsprachen dem Type B.
Der Type E war ein Type B als Lieferwagen.

## Modellübersicht
| Jahr      | Modell | Zylinder | Leistung (PS) | Radstand (cm) | Aufbau      |
| --------- | ------ | -------- | ------------- | ------------- | ----------- |
| 1901–1903 | Type A | 1        | 7             | 188           | Runabout    |
| 1901–1903 | Type B | 2        | 10            | 203           | Tonneau     |
| 1901–1903 | Type C | 2        | 12            | 203           | Runabout    |
| 1901–1903 | Type D | 3        | 20            | 203           | Tonneau     |
| 1901–1903 | Type E | 2        | 10            | 203           | Lieferwagen |